# Conan (programma televisivo)
Conan è stato un talk show notturno statunitense andato in onda sulla TBS dall'8 novembre 2010 al 24 giugno 2021. Lo spettacolo, trasmesso dal lunedì al giovedì, era condotto dal comico Conan O'Brien e dalla sua "spalla" Andy Richter.
Il late-night talk show traeva la sua comicità da fatti di cronaca, figure politiche e celebrità, nonché da aspetti dello spettacolo stesso. Per otto anni, dal 2010 al 2018, la trasmissione ebbe la durata di un'ora, analogamente ai precedenti talk show di O'Brien sulla NBC. Lo show venne poi riformattato a una lunghezza di mezz'ora a partire dal 22 gennaio 2019.

## Storia

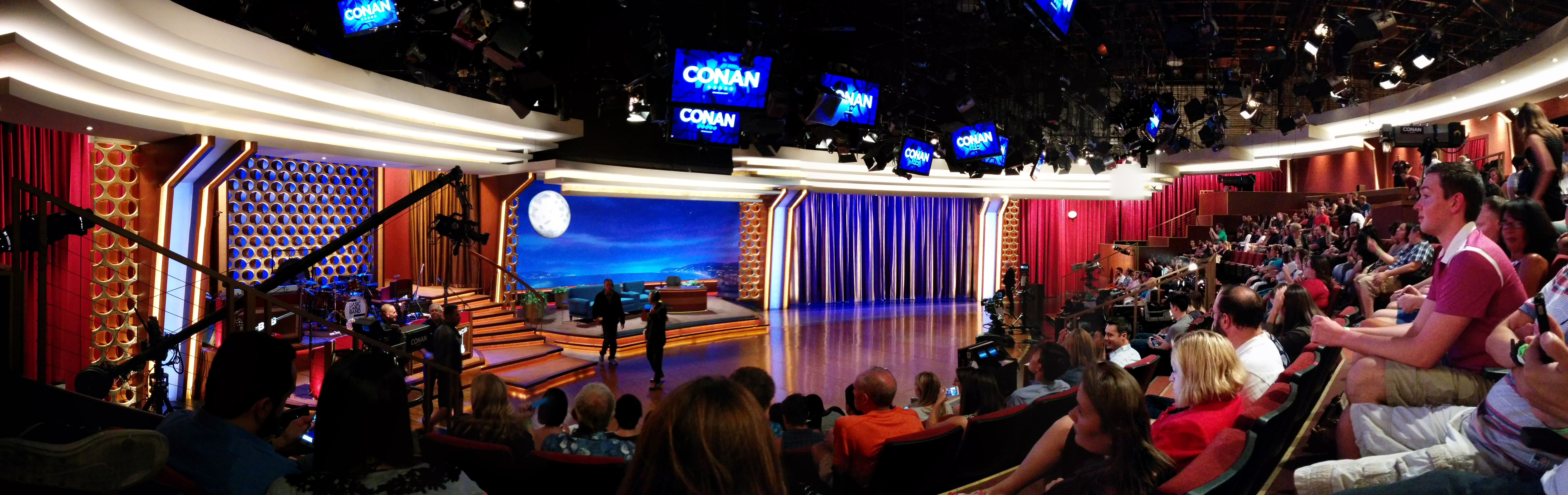
Veduta del set dello show

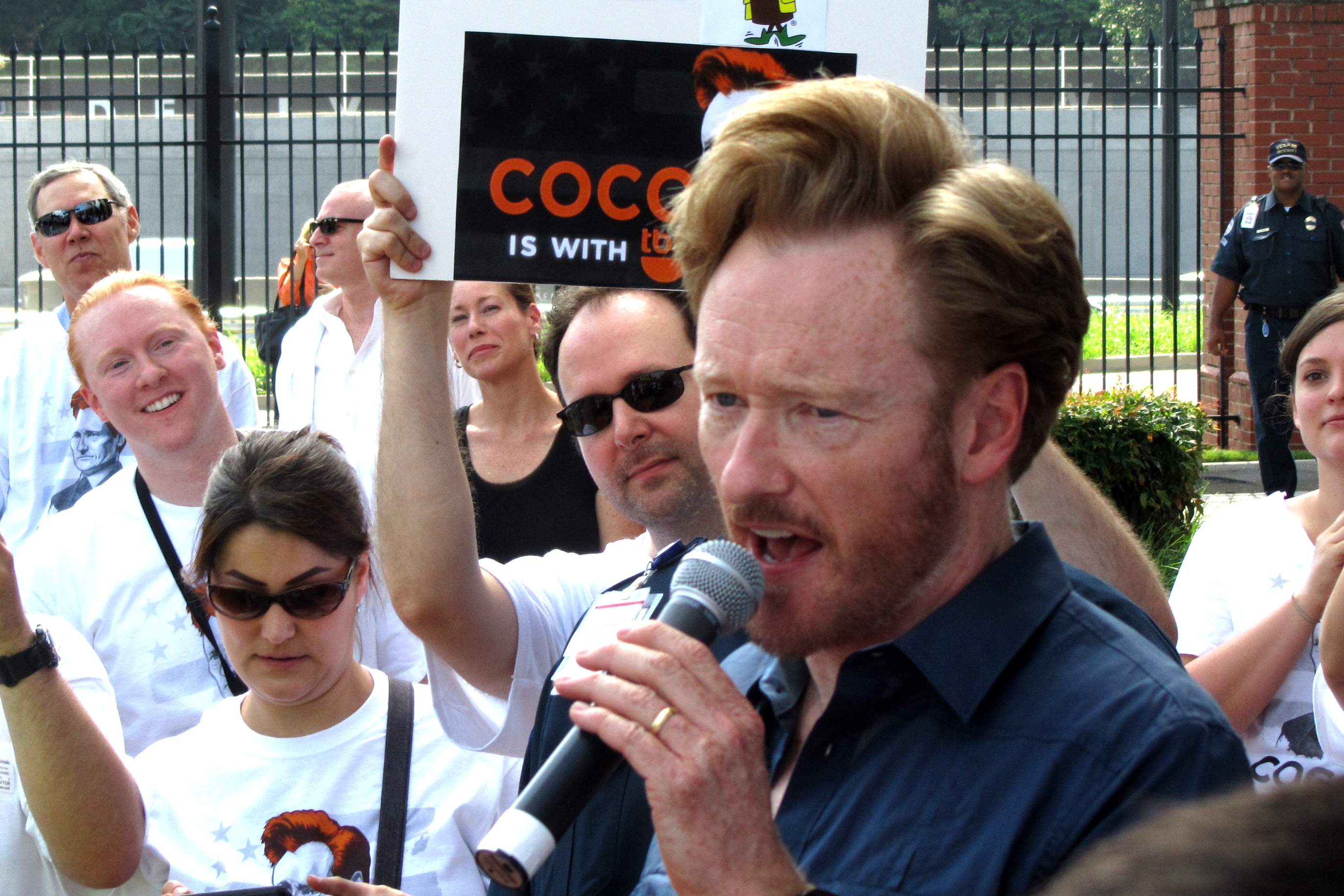
O'Brien alla manifestazione tenutasi fuori dalla sede centrale della TBS ad Atlanta, nel giugno 2010

Dopo la rottura di O'Brien con la NBC nel 2010, nel corso del suo "The Legally Prohibited from Being Funny on Television Tour" il comico annunciò di avere firmato un accordo con la TBS per condurre un talk show sul network a partire dal novembre 2010. Prima che l'accordo venisse reso pubblico, O'Brien ebbe delle titubanze perché il suo nuovo programma avrebbe causato lo spostamento in tarda serata dello show del collega George Lopez, il Lopez Tonight, facendo effettivamente a Lopez quello che la NBC voleva fare a lui. Tuttavia, Lopez chiamò O'Brien esprimendogli il suo sostegno e consenso al progetto. In un comunicato stampa ufficiale la Turner Broadcasting dichiarò che O'Brien aveva cominciato la negoziazione solamente una settimana prima dell'annuncio dello show. Steve Koonin, presidente della Turner Entertainment Networks, commentò: «Conan è stato la voce comica di una generazione. La TBS possiede già un largo seguito di giovani appassionati della comicità, e lo show di Conan darà a questi fan ancora più motivi per guardare il nostro network».
Il primo episodio, intitolato Baa Baa Blackmail, andò in onda l'8 novembre 2010 ed ebbe come primo ospite Arlene Wagner, curatore del Museo degli schiaccianoci di Leavenworth.
Wagner venne scelto dai fan attraverso un sondaggio "truccato" sul sito ufficiale di O'Brien (TeamCoco.com), che comprendeva tra gli altri Papa Benedetto XVI, il primo ministro russo Vladimir Putin, gli artisti Justin Bieber e Lady Gaga, e l'attore Jack Nicholson. Alla breve apparizione di Wagner seguì la presenza dall'attore Seth Rogen e dall'attrice Lea Michele, oltre all'ospite musicale Jack White (che eseguì il brano Twenty Flight Rock insieme allo stesso O'Brien). La puntata incluse altresì camei dell'attore Jon Hamm, impersonante il protagonista della serie Mad Men Don Draper, e del presentatore Larry King, mentre il comico Ricky Gervais inviò un messaggio pre-registrato di auguri per la nuova serie, che si concluse con le condoglianze per i futuri licenziamenti.
A causa della pandemia di COVID-19, il programma venne inizialmente prodotto da remoto dalla casa di O'Brien a partire dal 30 marzo 2020. Nel luglio 2020, fu annunciato che Conan avrebbe continuato con il formato da remoto, ma dal Coronet Theatre di Los Angeles e senza presenza di pubblico in studio.
Nel maggio 2021 O'Brien annunciò che la produzione dello show si sarebbe conclusa il 24 giugno 2021, nonostante la precedente firma di un rinnovo fino al 2022.

## Format

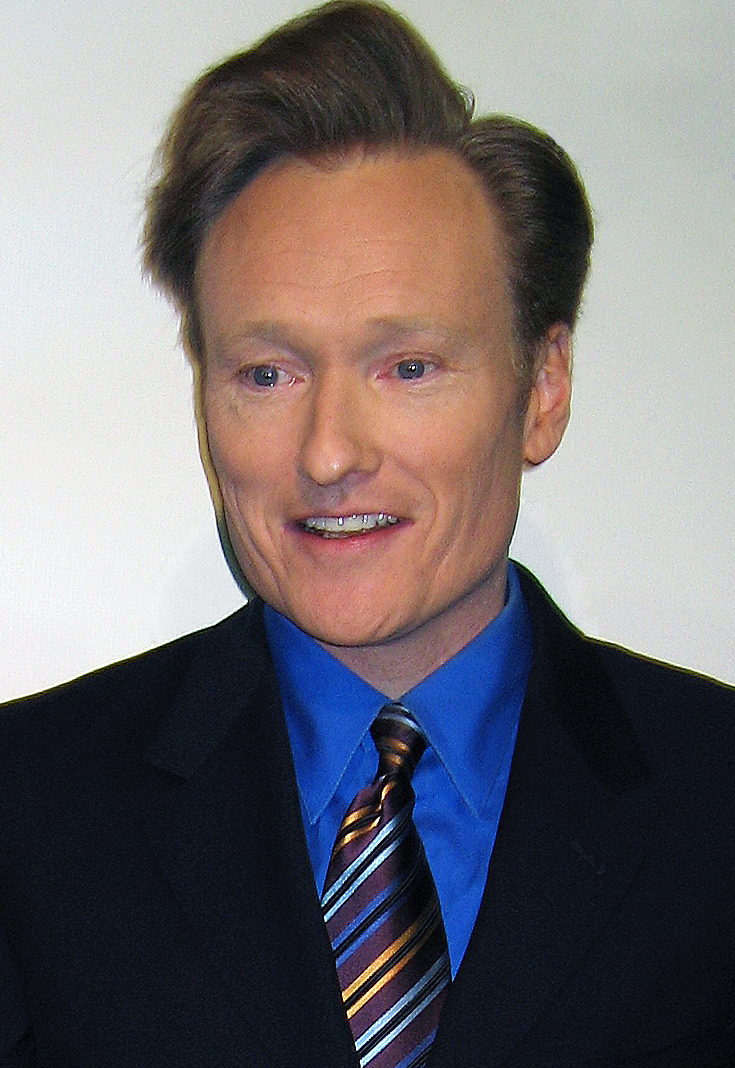
Conan O'Brien, conduttore dello show

### 2010–2018
Inizialmente Conan seguiva la consueta struttura in sei blocchi resa popolare dai talk show serali di Johnny Carson e David Letterman, e precedentemente seguita da O'Brien come conduttore di Late Night e The Tonight Show. Le puntate di Conan dei primi otto anni di esistenza duravano 60 minuti, incluse le pubblicità, ed erano così strutturate:
- Atto 1: Monologo
- Atto 2: Scenette comiche
- Atto 3: Intervista a una celebrità 1
- Atto 4: Intervista a una celebrità 1 - segue
- Atto 5: Intervista a una celebrità 2
- Atto 6: Ospite musicale o comico, saluti

#### Titoli di testa
Gli episodi da un'ora ciascuno cominciavano con Andy Richter che annunciava: «Coming to you from Warner Bros. Studios in Burbank, it's Conan!», introducendo O'Brien, The Basic Cable Band, e gli ospiti della puntata. Nelle prime stagioni, ogni episodio aveva un titolo, che Richter annunciava alla fine della sequenza di apertura. I titoli erano nello stile dei vecchi programmi radiofonici di genere crime fiction, delle sitcom televisive o di altri show. I titoli degli episodi furono eliminati all'inizio del 2014.
La sequenza originale dei titoli di testa era opera di Rob Ashe, Dan Dome ed Eric McGilloway. Ci furono diverse varianti dei titoli di testa, con il prodotto finale ispirato dal grafico Saul Bass.

#### Monologo
O'Brien apriva ogni episodio con un monologo che traeva spunto dalla cronaca recente e toccava vari argomenti di attualità. Il monologo era talvolta accompagnato da clip e brevi sketch comici, in aggiunta ad occasionali interazioni tra O'Brien, Richter e il pubblico.

### 2019–2021

Jordan Schlansky e Conan O'Brien a cena in un ristorante italoamericano durante una puntata dello show

Nel maggio 2018 O'Brien e la TBS annunciarono che la durata dello show sarebbe stata ridotta da 1 ora a 30 minuti.
Nel gennaio 2019 O'Brien diede una più dettagliata descrizione del nuovo format dello show. Non ci sarebbe stata una band in studio o una scrivania, e per la prima volta come conduttore di un talk show, O'Brien non avrebbe indossato un completo. Egli commentò: «Non mi manca proprio la scrivania. Ho iniziato a sentirmi come se stessi facendo la dichiarazione dei redditi di qualcuno». L'ultimo episodio regolare della durata di un'ora andò in onda il 4 ottobre 2018. La nuova versione riformattata è stata presentata in anteprima il 22 gennaio 2019 su TBS. Il primo ospite di O'Brien per il nuovo show è stato Tom Hanks.
A causa delle restrizioni dovute alla pandemia di COVID-19, il programma iniziò ad essere trasmesso in maniera più informale direttamente dalla casa di O'Brien a partire dal 30 marzo 2020. Nel luglio 2020 venne annunciato che Conan avrebbe continuato con questo formato, ma sarebbe stato girato con personale limitato in loco dal Coronet Theatre di Los Angeles e senza pubblico in studio, diventando così il primo talk show americano a tarda notte a tornare a girare al di fuori della residenza del conduttore (anche se non ancora nello studio principale). O'Brien spiegò: «Ho iniziato a fare improvvisazione al Coronet nel 1986 e sono contento che abbiamo trovato un modo per mantenere quel teatro in funzione in sicurezza durante questo lockdown».

### Conan Without Borders

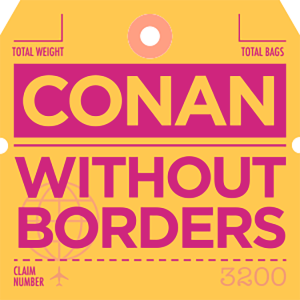
Il logo di Conan Without Borders

O'Brien girò diversi speciali all'estero. Questi episodi non seguono il tradizionale format del talk show, ma seguono Conan O'Brien nel suo tentativo di coinvolgere la gente del posto e di far vivere gli aspetti culturali unici della località visitata.
La serie nacque nel febbraio 2015, in seguito al disgelo tra Stati Uniti e Cuba, con O'Brien che divenne il primo personaggio televisivo statunitense a filmare a Cuba in oltre mezzo secolo. Poi O'Brien visitò l'Armenia, accompagnato dalla sua assistente Sona Movsesian. La serie divenne uno dei suoi lavori più popolari, vincendo un Emmy nel 2018. In totale, dal 2015 al 2019, Conan visitò tredici nazioni, incluse Italia, Germania, Groenlandia, Giappone, Haiti e Ghana.

## Accoglienza
Nonostante un inizio promettente, Conan soffrì di bassi ascolti per tutti gli undici anni della sua programmazione. La première dello show attirò 4,1 milioni di telespettatori secondo l'indice Nielsen, sebbene questi scesero a 2,02 milioni già alla quarta puntata. Nel dicembre 2010 Conan rimase indietro rispetto ai suoi concorrenti in termini di ascolti notturni, con una media di 1,3 milioni di sintonizzazioni; nel giugno 2011 era quarto anche dietro i suoi concorrenti via cavo, con una media di 743.000 spettatori totali. Il calo fu drastico: un anno dopo il lancio, lo show aveva perso il 60% del suo pubblico totale. Nell'agosto 2011 la TBS si assicurò i diritti di distribuzione via cavo della sitcom The Big Bang Theory al fine di servire da traino a Conan per tre sere a settimana, nel tentativo di aumentare i suoi ascolti. Nel 2012 gli spettatoti erano 914,000, due anni dopo, erano scesi a 862,000.
A metà della sua corsa, il programma divenne il talk show nazionale a tarda notte con il rating più basso tra tutti i principali talk show a diffusione nazionale: scese a 580.000 spettatori totali nel 2015, un calo del 32% rispetto all'anno precedente, incluso un calo del 61% nel suo target demografico chiave, sceso a 310.000 spettatori. Nel 2017 si parlò di riorganizzare lo show in un formato settimanale; alla fine nel 2018 la rete decise di accorciare lo spettacolo serale di mezz'ora. Nell'ultima stagione (2020–21), lo show registrò una media di 282.000 spettatori, con un calo totale del 29% rispetto all'anno scorso e del 36% nel suo principale target demografico.
La messa in onda di Conan coincise con un calo generale del pubblico generalista, con più persone che si orientarono verso l'offerta delle piattaforme di streaming digitale. A differenza del pubblico dal vivo, Conan vantava forti ricavi online con il suo sito web Team Coco, attraendo un pubblico particolarmente giovane che la TBS sfruttò per creare redditizie relazioni con gli inserzionisti che prendono di mira i media digitali e i social. Alcune ricerche di mercato indicarono che Conan aveva il pubblico più giovane di tutti i programmi a tarda notte e, entro il 2018, i video online del programma avevano attirato complessivamente 3,4 miliardi di visualizzazioni. I sondaggi del 2012 suggerirono inoltre che lo show aveva attirato più spettatori ispanici di qualsiasi altro programma notturno; un'altra classifica due anni dopo indicò che lo spettacolo riscuoteva buoni ascolti tra gli spettatori a basso reddito della classe media urbana.